# Comocladia jamaicensis
Comocladia jamaicensis är en sumakväxtart som beskrevs av Nathaniel Lord Britton. Comocladia jamaicensis ingår i släktet Comocladia och familjen sumakväxter. Inga underarter finns listade i Catalogue of Life.